# Lelin-Lapujolle
Lelin-Lapujolle är en kommun i departementet Gers i regionen Occitanien i sydvästra Frankrike. Kommunen ligger i kantonen Riscle som tillhör arrondissementet Mirande. År 2022 hade Lelin-Lapujolle 276 invånare.

## Befolkningsutveckling
Antalet invånare i kommunen Lelin-Lapujolle
Referens:INSEE